# Saussay-la-Campagne
Saussay-la-Campagne es una localidad y comuna francesa situada en la región de Alta Normandía, departamento de Eure, en el distrito de Les Andelys y cantón de Étrépagny.

## Demografía
| 360 | 344 | 302 | 332 | 390 | 423 | 420 | 424 | 456 | 527 | 530 |
| Para los censos de 1962 a 1999 la población legal corresponde a la población sin duplicidades (Fuente: INSEE [Consultar]) |     |     |     |     |     |     |     |     |     |     |